# Rostwangen-Schwanzmeise

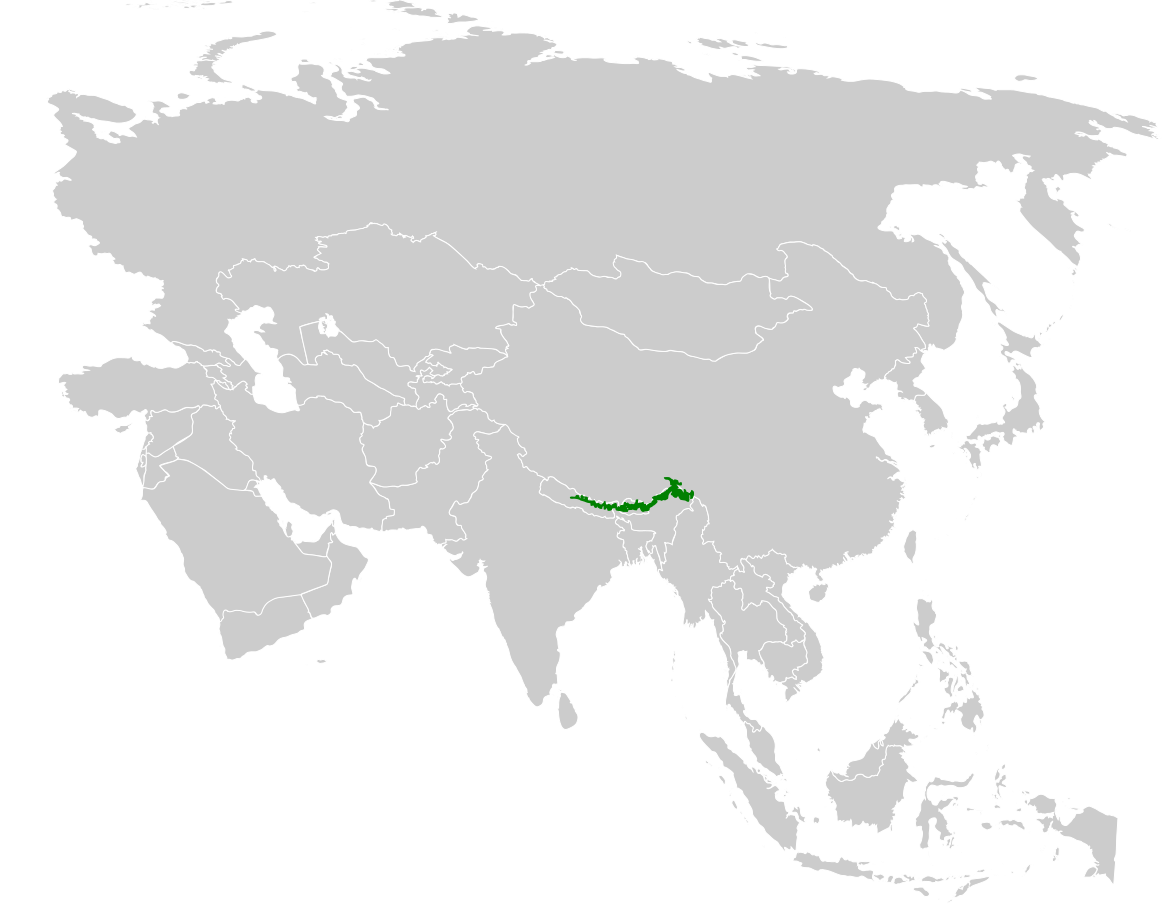
Verbreitungsgebiet der Rostwangen-Schwanzmeise

Die Rostwangen-Schwanzmeise (Aegithalos iouschistos) ist eine in Asien vorkommende Singvogelart aus der Familie der Schwanzmeisen (Aegithalidae).

## Merkmale
Die Rostwangen-Schwanzmeise erreicht eine Körperlänge von ca. 11 Zentimetern. Ein Sexualdimorphismus liegt nicht vor. Der Vogel zeigt eine graue bis graubraune Oberseite mit ebenso gefärbten Flügeln und Schwanzfedern. Die Wangen, die Flanken und die Unterseite sind rötlich bis hell rostbraun. Der Oberkopf ist schwarz, ebenso die Kehle, die zur Brust weißlich ausläuft. Vom Schnabelansatz zieht ein schmaler hell rotbrauner Streifen über die Stirn. Der kurze Schnabel ist schwärzlich, Beine und Füße haben eine gelbliche Farbe.

## Ähnliche Arten
Die Brauenschwanzmeise (Aegithalos bonvaloti) unterscheidet sich durch den weißen Streifen am Schnabelansatz sowie die ebenfalls schmalen weißen Streifen, die die schwarze Kehle einfassen.

## Verbreitung und Lebensraum
Die Rostwangen-Schwanzmeise kommt im östlichen und zentralen Himalayagebiet vor. Die Meisen halten sich bevorzugt in Mischwäldern und Strauchbiotopen auf.

## Lebensweise
Rostwangen-Schwanzmeisen leben meist in Gruppen, zuweilen zusammen mit anderen Arten. Die Vögel sind bei der Nahrungssuche sehr lebhaft und sammeln aus der Vegetation kleine Insekten und Samen. Ihre Nester bauen sie bevorzugt in Baumhöhlen.

## Bestand und Gefährdung
Die Rostwangen-Schwanzmeise ist in ihren Vorkommensgebieten nicht selten und wird demzufolge von der Weltnaturschutzorganisation IUCN als „least concern = nicht gefährdet“ geführt.